# Birkenia
Birkenia is een geslacht van uitgestorven vissen uit de orde Anaspida. De ostracoderme vissen hadden in het Devoon reeds een grote vormenrijkdom.
Onbeschadigde fossiele exemplaren van Birkenia elegans tonen aan dat het levende dier tot 10 centimeter lang kon worden en een actieve zwemmer was. Naast complete exemplaren en schubmicrofossielen van Birkenia elegans, die gevonden zijn in Groot-Brittannië en Scandinavië, zijn er schubben van een tweede soort, Birkenia robusta, gevonden in lagen uit het Laat-Siluur van Scandinavië en Estland. De schubben van Birkenia robusta verschillen van die van Birkenia elegans doordat, zoals de specifieke epitheton al aangeeft, de schubben van de eerste soort robuuster gevormd zijn dan die van de tweede soort. Fossiele exemplaren hebben bovendien een rib die smal is aan de uiteinden en geleidelijk breder en hoger wordt naar het midden van de schub, waar zich een grote verhoging ontwikkelt die tot uiting komt als een verhoogde en licht gebogen richel.

## Beschrijving
Birkenia was een kleine spoelvormige vis (zes centimeter) met een rij haakvormige stekels op de rug en een lichaamsbekleding van diepliggende, elkaar overlappende, scharnierende harde schubben. In tegenstelling tot vele vroege ostracodermen was het een goede zwemmer, die meer van zijn tijd doorgebracht zal hebben in de open zoete wateren dan op de bodem.